# Корепанов, Кирилл Григорьевич
Кирилл Григорьевич Корепанов (1924, с. Покровское — 1993, Артёмовский) — советский военнослужащий, гвардии старшина в отставке, полный кавалер ордена Славы.
В Рабоче-крестьянскую Красную Армию призван в августе 1942 года. В боях с немецко-фашистскими захватчиками с января 1943 года. Во время Великой Отечественной войны сражался на Волховском, Ленинградском и 1-м Украинском фронтах в составе 98-й танковой бригады, в июне 1943 года переформированной в 98-й отдельный танковый полк. Участвовал в обороне Ленинграда, операциях по прорыву и снятию блокады города («Искра» и «Январский гром»), разгроме финских войск на Карельском перешейке, освобождении Эстонской ССР и Польши, боях в Силезии.
Радиотелеграфист танка Т-34 2-й танковой роты 98-го отдельного танкового Ропшинского Краснознамённого орденов Суворова и Красной Звезды полка старший сержант К. Г. Корепанов в сложных условиях боя обеспечивал бесперебойную радиосвязь командного пункта с танковыми экипажами роты, умело корректировал огонь орудия, помогал командиру танка в управлении боевой машиной, огнём из пулемёта наносил большой урон врагу. За доблесть и мужество, проявленные при прорыве немецких оборонительных линий севернее Тарту в ходе Таллинской операции и на Сандомирском плацдарме в районе Шидлува с дальнейшим преследованием войск противника в рамках Сандомирско-Силезской операции, дважды был удостоен ордена Славы III степени. За отличие в боях по окружению оппельнской группировки противника в Верхней Силезии был награждён орденом Славы II степени. Указом Президиума Верховного Совета СССР от 24 октября 1966 года в порядке перенаграждения награждён орденом Славы 1-й степени.
В марте 1947 года гвардии старшина К. Г. Корепанов был демобилизован. Жил и работал в селе Покровское, затем в городе Артёмовский Свердловской области. Почётный гражданин села Покровского (1971).

## Биография

### До призыва на военную службу
Родился 1 февраля 1924 года в селе Покровское Егоршинского района Екатеринбургского округа Уральской области РСФСР СССР (ныне село Артёмовского городского округа Свердловской области Российской Федерации) в крестьянской семье Григория Денисовича и Харитины Львовны Корепановых. Русский.

Родители Кирилла Корепанова — Харитина Львовна и Григорий Денисович

Всего в семье Корепановых было десять детей. Кирилл родился вторым. С детских лет он проявлял интерес к технике, часто крутился возле колхозных тракторов. Григорий Денисович про своих старших сыновей не раз говорил в кругу семьи: «Ну, от Михаила я себе замены не жду. Этот веселить лишь мастак. А вот Кирюшку от машины не оторвёшь». Отец не ошибся: Михаил стал актёром популярного в районе Покровского самодеятельного театра, а Кирилл по окончании школы пошёл работать на местную машинно-тракторную станцию. О начале Великой Отечественной войны он узнал в поле. Вскоре в армию призвали старшего брата. Кирилл Григорьевич получил повестку из Егоршинского райвоенкомата только в августе 1942 года, когда основные полевые работы были завершены.

### В боях за Ленинград
Гражданская профессия Кирилла Григорьевича во многом определила его направление в бронетанковые и механизированные войска. В запасном танковом полку, где Корепанов проходил военную подготовку, бывший тракторист одним из первых освоил технику вождения танка, но механиком-водителем тогда не стал. Прошёл обучение на курсах радистов-пулемётчиков и в декабре 1942 года был направлен на Волховский фронт в 98-ю танковую бригаду. В боях с немецко-фашистскими захватчиками сержант К. Г. Корепанов с 10 января 1943 года. Боевое крещение принял в районе рабочего посёлка № 8 в ходе операции «Искра». В результате ожесточённых боёв ценой больших потерь советским войскам удалось пробить 10-километровый коридор вдоль южного берега Ладожского озера и восстановить сухопутную связь с осаждённым Ленинградом.
Блокада города была прорвана, но развить успех войскам Волховского и Ленинградского фронтов не удалось. 2 февраля 1943 года 98-я танковая бригада была выведена в резерв сначала 2-й ударной армии, а затем Ленинградского фронта и к лету 1943 года переформирована в 98-й отдельный танковый полк. Кирилл Григорьевич был назначен радистом в экипаж старшего лейтенанта А. В. Володина. В его составе К. Г. Корепанов в июле-августе принимал участие в боях на мгинском выступе. Затем полк был переправлен на Ораниенбаумский плацдарм и в январе 1944 года перешёл в наступление в рамках Красносельско-Ропшинской операции, в ходе которой была окончательно снята блокада Ленинграда. В боях за Гостилицы, Дятлицы, Глядино и мощный узел немецкой обороны посёлок Ропша Ленинградской области отличился весь личный состав полка, за что ему было присвоено почётное наименование «Ропшинский».
В ходе Ленинградско-Новгородской операции немецкие войска были отброшены от Ленинграда более чем на 200 километров, но с севера городу продолжали угрожать финские войска. С целью их разгрома Ставка Верховного Главнокомандования разработала план Выборгско-Петрозаводской стратегической операции, в рамках которой 98-й отдельный танковый полк подполковника Е. Е. Барылова должен был поддерживать наступление частей 109-го стрелкового корпуса 21-й армии на выборгском направлении. В первые дни операции советские войска прорвали первую линию обороны финских войск и вышли на подступы к долговременным укреплениям Карельского вала. 14 июня 1944 года для развития наметившегося успеха в районе Териоки в бой был введён 98-й отдельный танковый полк. Стремительно продвинувшись в направлении населённого пункта Райвола, танкисты с ходу овладели одноимённой железнодорожной станцией и, вклинившись в оборонительные порядки противника, вскоре завязали бой за мощный опорный пункт финнов посёлок Куутерселькя. При прорыве Карельского вала и овладении населёнными пунктами Куутерселькя, Мустамяки и Сюкияля радист танка Т-34 старший сержант К. Г. Корепанов, демонстрируя мужество и отвагу, обеспечил беспрерывную связь с командиром полка, при этом успевая помогать командиру танка отыскивать цели на поле боя и вести огонь из пулемёта по вражеской пехоте. В результате боя экипаж танка старшего лейтенанта А. В. Володина, в составе которого в тот момент воевал Кирилл Григорьевич, уничтожил 5 ДЗОТов, 6 артиллерийских орудий, автомашину и до 55 солдат и офицеров неприятеля. Старший сержант Корепанов лично захватил в плен двух «языков» и доставил их в штаб полка. В последующие дни наступления танкисты Барылова смогли углубиться на 20 километров вглубь финской обороны и 16 июня овладели станцией Перкярви, где, заняв круговую оборону, отразили несколько яростных контратак противника и смогли удержать занимаемый рубеж до подхода подкреплений. За отличие в боях на Карельском перешейке К. Г. Корепанов одним из первых в полку был награждён орденом Красной Звезды.

### Бои в Эстонии
К концу июля 1944 года 98-й отдельный танковый полк вновь оказался в составе 2-й ударной армии и принимал участие в Нарвской операции. 27 июля в районе станции Аувере танк Корепанова вырвался далеко вперёд, но был подбит. От сильного удара головой Кирилл Григорьевич потерял сознание. Из горящей машины его вытащил механик-водитель М. С. Смирнов. На свежем воздухе радист-пулемётчик быстро пришёл в себя, и как раз вовремя: немецкая пехота перешла в контратаку. Стремительным броском танкисты перебежали по открытой местности и скатились в большую яму, образовавшуюся от разрыва снаряда или авиабомбы. Из оружия только у Смирнова был наган с несколькими патронами, но на краю воронки они обнаружили вполне исправный немецкий пулемёт. Под шквалом огня немцы залегли. Пользуясь заминкой врага, советские бойцы решили отходить к своим, но в этот момент они услышали стоны в соседней воронке. На дне ямы они обнаружили командира танка Попкова, лежавшего ничком с неестественно согнутой ногой. Бросить своего боевого товарища танкисты не могли. Смирнов лёг за пулемёт, а Корепанов, вооружившись обычным солдатским ножом, стал оказывать помощь раненному офицеру. Наложив жгут и туго перебинтовав ногу Попкова, Кирилл Григорьевич сам на какое-то время потерял сознание. И лишь когда силы вернулись к нему, танкисты смогли покинуть убежище и прорваться к своим, вынеся с поля боя своего командира. Через несколько часов старший сержант К. Г. Корепанов уже в составе другого экипажа снова шёл в бой.
К середине сентября 2-я ударная армия была переброшена южнее и сосредоточилась на рубеже реки Эмайыги для дальнейшего наступления в рамках Таллинской операции. 17 сентября 98-й отдельный танковый полк был брошен на прорыв немецкой обороны в полосе наступления 46-й гвардейской стрелковой дивизии севернее эстонского города Тарту. В сложной боевой обстановке радиотелеграфист танка Т-34 старший сержант К. Г. Корепанов обеспечил надёжную связь командного пункта полка с радиостанциями танковых взводов, дав возможность командиру полка эффективно управлять действиями соединения и оперативно реагировать на изменения боевой обстановки. Экипаж танка, в составе которого воевал Кирилл Григорьевич, первым ворвался на вражеские позиции и огнём орудия, пулемётов и гусеницами нанёс противнику значительный урон, уничтожив 4 ДЗОТа, 3 артиллерийских орудия, 2 пулемётные точки, бронированный тягач и до 37 военнослужащих вермахта.

Кирилл Корепанов. Фотография военного времени

Прорвав сильно укреплённую и глубокоэшелонированную линию обороны неприятеля, 98-й отдельный танковый полк в период с 17 по 23 сентября активно преследовал отступающие в направлении портового Пярну немецкие части. За это время экипаж Корепанова записал на свой счёт 1 вражеский танк, 4 пушки, 3 пулемётных гнезда, 12 повозок с военным имуществом и боеприпасами и до 20 солдат и офицеров неприятеля. За доблесть и мужество, проявленные в боях, приказом от 2 октября 1944 года старший сержант К. Г. Корепанов был награждён орденом Славы 3-й степени (№ 249591).
В результате Таллинской операции почти вся территория Эстонской ССР была очищена от немецких войск. Противник продолжал удерживать за собой лишь острова Моонзундского архипелага. Операция по их освобождению началась практически без оперативной паузы 27 сентября 1944 года. Отвоевав ряд островов, к 5 октября войска Ленинградского фронта при содействии Балтийского флота захватили плацдарм на самом крупном из них — Эзеле (Сааремаа). После тяжёлых боёв к 10 октября крупная группировка немцев была блокирована на полуострове Сырве — узкой полоске суши на южной оконечности Эзеля. Противник называл выстроенную здесь систему обороны Ирбенским щитом, поскольку она прикрывала вход в Ирбенский пролив, имевший важное значение для снабжения группировки немецких войск в Курляндии. Весь полуостров был превращён в сплошную линию обороны, насыщенную ДЗОТами и усиленную инженерными заграждениями. На узком участке фронта оборону держали части трёх пехотных дивизий, усиленные артиллерийскими подразделениями. Чтобы помочь частям 109-го стрелкового корпуса взломать эту мощную систему обороны, на остров был переброшен 98-й отдельный танковый полк. Операция по освобождению полуострова Сырве продолжалась с 18 по 24 ноября 1944 года. Всё это время радиотелеграфист танка Т-34 2-й танковой роты старший сержант К. Г. Корепанов беспрерывно держал связь с радиостанциями роты и командным пунктом полка. Огнём своего пулемёта Кирилл Григорьевич истребил 12 вражеских солдат. К вечеру 24 ноября последние очаги сопротивления немцев на полуострове были подавлены. Боевая работа старшего сержанта Корепанова по окончательному изгнанию немецких войск с территории Эстонии на полуострове Сырве была отмечена медалью «За боевые заслуги».

### От Вислы до Одера
После завершения боёв в Эстонии 98-й отдельный танковый полк был переброшен на 1-й Украинский фронт и 12 января 1945 года с Сандомирского плацдарма в полосе 112-й стрелковой дивизии 13-й армии перешёл в наступление в рамках Сандомирско-Силезской операции стратегического Висло-Одерского плана. При прорыве сильно укреплённой и глубокоэшелонированной обороны противника на рубеже Шидлув—Котушув (Kotuszów) и в ходе дальнейшего преследования отступавших частей вермахта в период с 12 по 18 января 1945 года радиотелеграфист танка Т-34 старший сержант К. Г. Корепанов умело и точно корректировал огонь артиллерии и беспрерывно поддерживал связь с командным пунктом командира полка и со взводными радиостанциями, тем самым дав возможность командиру своей танковой роты управлять танками на поле боя. Экипаж танка, в составе которого воевал старший сержант Корепанов, ворвавшись на позиции врага, нанёс ему большой урон в живой силе и технике, уничтожив 1 тяжёлый танк типа «Тигр», 3 артиллерийских орудия и 5 пулемётных точек, разрушив 5 землянок и истребив до 27 солдат и офицеров. Ещё один «Тигр» Кирилл Григорьевич вместе со своими боевыми товарищами захватил в исправном состоянии вместе с экипажем из четырёх человек.
18 января 1945 года командир полка подполковник Е. Е. Барылов представил старшего сержанта К. Г. Корепанова к награждению орденом Красной Звезды, но решением начальника автобронетанковой службы 27-го стрелкового корпуса майора А. Ф. Черокманова награда была изменена на орден Славы 3-й степени. В результате приказом от 25 февраля 1945 года Кирилл Григорьевич был повторно награждён третьей степенью ордена. Только через двадцать с лишним лет после окончания войны указом Президиума Верховного Совета СССР от 24 октября 1966 года он был перенаграждён орденом Славы 1-й степени (№ 2648).
После разгрома островецко-опатувской группировки немецких войск 98-й отдельный танковый полк был переподчинён 21-й армии и в её составе продолжил наступление к Одеру. В начале февраля авангардные подразделения полка вышли на берег реки в районе Оппельна, но даже эта серьёзная водная преграда не смогла сдержать наступательный порыв танкистов.

Не верится, правда, что это было так, — вспоминал впоследствии Кирилл Григорьевич. — Подошли к Одеру, мосты взорваны, а сапёры отстали. А разве можно удержаться, когда знаешь, что чем быстрее перейдёшь эти незнакомые реки, тем ближе конец войне? И додумались мост сделать из танков. Выбрали место, где поуже и «утопили», то есть поставили несколько танков в линию, рядом — ещё. И мост, крепчайший мост был готов. По нему ринулись другие танки вперёд.
К середине марта 1945 года 98-й отдельный танковый полк сосредоточился на западном берегу Одера в районе Гротткау. С этого рубежа ему предстояло продолжить наступление в Верхней Силезии.

### В Верхней Силезии
15 марта 1945 года началась Верхне-Силезская наступательная операция. Согласно замыслу командования две ударные группировки 1-го Украинского фронта — Северная и Южная — встречными ударами должны были окружить и уничтожить группировку противника в районе Оппельна, а затем разгромить немецкие войска, оборонявшиеся в районе Ратибора. 98-й отдельный танковый полк подполковника Е. Е. Барылова входил в состав Северной группировки фронта, которой предстояло наступать из района Гротткау общим направлением на Нейссе и Нойштадт. Маршал Советского Союза И. С. Конев в своих мемуарах отмечал:

За пять недель немцам удалось кроме укреплений полевого типа и инженерных заграждений на переднем крае создать у себя в тылу довольно прочные узлы сопротивления, подготовить к длительной обороне большинство населённых пунктов и даже отдельные дома. Густая сеть построек позволяла врагу практически перекрывать артиллерийским и ружейно-пулемётным огнём всё, или почти всё, разделявшее их пространство. В промежутках между отдельными пунктами были вырыты траншеи, оборудованы запасные огневые позиции. По данным нашей авиаразведки, оборона немцев простиралась здесь в глубину на двадцать — двадцать пять километров. — Конев И. С. Сорок пятый.
В первые часы наступления танкисты Барылова, действуя совместно с пехотой, выбили немцев с позиций в районе Гулау, однако дальнейшее продвижение вперёд замедлилось. Сильно пересечённая местность, весенняя распутица и протяжённые минные заграждения немцев значительно сковывали действия полка, но главным сюрпризом стали закопанные танки, самоходки и противотанковые орудия противника, спрятанные в населённых пунктах, которые не удалось обнаружить разведке при подготовке операции. Тем не менее, взламывая мощную оборону врага и отражая его контрудары, танкисты медленно продвигались вперёд. Старший сержант К. Г. Корепанов в составе своего экипажа принимал участие во взятии крупных опорных пунктов неприятеля Фридевальде и Шварценгрунда и в боях на ближних подступах к городу Нейссе. Всего за период с 15 по 18 марта его экипаж истребил свыше взвода вражеской пехоты, подавил огонь миномётной батареи, 6 пулемётных точек и 3 орудий полевой артиллерии, сжёг бронетранспортёр. 18 марта передовые отряды ударных группировок фронта соединились в районе Нойштадта, а 20 марта оппельнская группировка немцев численностью более 5 дивизий перестала существовать. За отличие в боях в Верхней Силезии приказом от 16 июня 1945 года Кирилл Григорьевич был награждён орденом Славы 2-й степени (№ 39844).

### После войны
После ожесточённых боёв в Силезии 98-й отдельный танковый полк был выведен во второй эшелон 21-й армии, а затем в резерв 1-го Украинского фронта, и до конца войны в боях не участвовал. После окончания Великой Отечественной войны он был переформирован в 127-ю гвардейскую танковую бригаду, в составе которой Кирилл Григорьевич служил механиком-водителем до марта 1947 года. Демобилизовавшись в звании гвардии старшины, он вернулся в родное село. Работал слесарем по ремонту тракторов в совхозе «Покровский». Позднее переехал в город Артёмовский, где трудился литейщиком в локомотивном депо на станции Егоршино. Умер Кирилл Григорьевич 5 октября 1993 года. Похоронен в селе Покровское Артёмовского городского округа.

## Семья
- Отец — Григорий Денисович Корепанов. Родился 15 октября 1902 года в селе Покровское Ирбитского уезда Пермской губернии. Из крестьян. Четверть века проработал литейщиком в паровозном депо станции Егоршино. После выхода на пенсию трудился объездчиком полей в совхозе «Покровский». Умер 4 июня 1981 года[25].
- Мать — Харитина Львовна Корепанова. Родилась 18 октября 1903 года в селе Арамашка Екатеринбургского уезда Пермской губернии (ныне Режевского района Свердловской области) в крестьянской семье. Родила и воспитала 10 детей. В конце 1940-х годов ей присвоено звание «Мать-героиня». Умерла 10 августа 1991 года[5].
- Брат — Михаил Григорьевич Корепанов. Родился в 1921 году в селе Покровское Ирбитского уезда Екатеринбургской губернии. После окончания школы стал актёром Покровского народного театра. В 1941 году призван в Красную Армию. Окончил лётное училище в 1942 году и был оставлен в нём на инструкторской работе. В 1943 году при выполнении учебно-тренировочного полёта совершил вынужденную посадку, получив при этом тяжёлые травмы. После лечения в госпитале был признан негодным к воинской службе и комиссован из РККА. Вернувшись в Покровское, работал директором Дома культуры, продолжал играть на сцене театра. Являлся организатором покровской группы Уральского государственного народного хора и одним из первых его солистов. Умер в 1980 году[6][26].

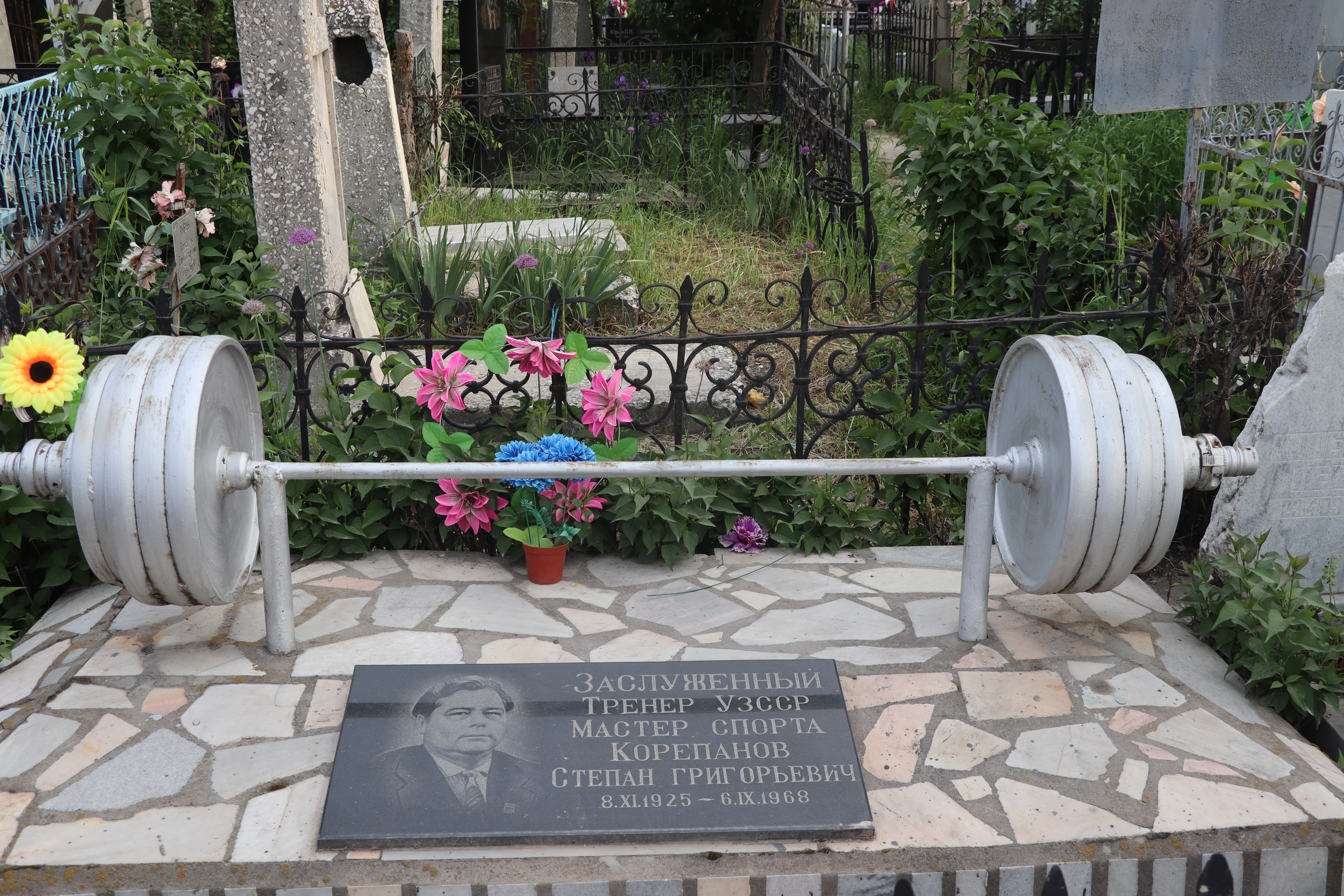
Могила Степана Корепанова в Ташкенте

- Брат — Степан Григорьевич Корепанов. Родился 7 ноября 1925 года в селе Покровское Свердловского округа Уральской области. Окончил 5 классов Покровской средней школы. В 1943 году призван в Красную Армию. Участник Великой Отечественной войны. Сражался на Калининском и 1-м Прибалтийском фронтах в должности разведчика дивизиона 810-го артиллерийского полка 270-й стрелковой дивизии. Был награждён двумя орденами Красной Звезды и медалью «За отвагу». Демобилизовался в 1947 году в звании старшины. Жил в Ташкенте. Занимался тяжёлой атлетикой, стал мастером спорта СССР, участвовал в чемпионатах страны и международных соревнованиях, становился их призёром. После завершения спортивной карьеры перешёл на тренерскую работу в спортивное общество «Динамо». Заслуженный тренер Узбекской ССР. Умер в 1968 году. Похоронен на Боткинском кладбище города Ташкента[27].
- Брат — Максим Григорьевич Корепанов (1930—1967). Работал директором совхоза «Покровский». Погиб в авиакатастрофе при крушении самолёта Ил-18В компании «Аэрофлот» близ аэропорта Кольцово[28].
- Сестра — Степанида Григорьевна Корепанова (1935—1956). Умерла от последствий травмы, полученной в результате несчастного случая[29].
- Брат — Николай Григорьевич Корепанов (2 августа 1937 — 7 августа 1985). Механизатор, затем бригадир трактористов[30].
- Брат — Валентин Григорьевич Корепанов (22 октября 1939 — 15 октября 2008). Шофёр[31].
- Брат — Юрий Григорьевич Корепанов. Родился 20 марта 1947 год в селе Покровское Алапаевского района Свердловской области. Окончил 10 классов Покровской средней школы и Ташкентское высшее танковое командное училище. Как отличник учёбы был оставлен в нём на должности командира взвода курсантского батальона. Дослужился до командира батальона обеспечения учебного процесса. После окончания Военной академии бронетанковых войск переведён на военную кафедру в институт ирригации и механизации сельского хозяйства Узбекской ССР в город Ташкент. После распада СССР остался в Узбекистане. В отставку вышел с должности начальника кафедры института в 2002 году в звании полковника. По возвращении в Россию получил российское гражданство. В настоящее время пенсионер Министерства обороны Российской Федерации. В 2010 году получил известность в связи с арестом в Узбекистане по обвинению в государственной измене[32].
- Первая жена — Анна Петровна Корепанова (в девичестве — Поликарпова) (2 декабря 1923 — 11 сентября 1986)[33].
- Вторая жена — Варвара Александровна Корепанова (ум. 1995)[34].
- Дети от первого брака:
  - сын — Владимир Кириллович Корепанов. Родился 10 января 1954 года. Пошёл по стопам отца, став танкистом. Окончил Ташкентское высшее танковое командное училище имени Маршала бронетанковых войск П. С. Рыбалко и Военную академию бронетанковых войск имени Маршала Советского Союза Р. Я. Малиновского. Гвардии подполковник. Умер 22 февраля 2010 года[35].
  - две дочери.

## Награды и звания
- Орден Отечественной войны 1-й степени (06.04.1985)[36];
- орден Красной Звезды (24.06.1944)[9];
- орден Славы 1-й степени (24.10.1966)[1][16];
- орден Славы 2-й степени (16.06.1945)[1];
- орден Славы 3-й степени (02.10.1944)[13];
- медали, в том числе:
  - медаль «За боевые заслуги» (25.11.1944)[15];
  - медаль «За оборону Ленинграда» (22.12.1942)[37];
  - медаль «За победу над Германией в Великой Отечественной войне 1941-1945 гг.» (09.05.1945).
- Почётный гражданин села Покровское (1971)[5].

## Память
- В городе Артёмовском на доме, где жил Г. К. Корепанов, в 1995 году установлена мемориальная доска.

## Документы
- Общедоступный электронный банк документов «Подвиг Народа в Великой Отечественной войне 1941—1945 гг.» Дата обращения: 8 июня 2015. Архивировано из оригинала 13 марта 2012 года.

Орден Отечественной войны 1-й степени.
Орден Красной Звезды.
Орден Славы 3-й степени. Приказ от 25 февраля 1945 года (представлен к ордену Красной Звезды, перенаграждён орденом Славы 1-й степени).
Орден Славы 3-й степени. Приказ от 2 октября 1944 года.
Медаль «За боевые заслуги».